# Tamaš Nađ
Tamaš Nađ (ur. 1 października 1993) – serbski zapaśnik walczący przeważnie w stylu klasycznym. Zajął 24. miejsce na mistrzostwach świata w 2018. Wicemistrz śródziemnomorski w 2016 i trzeci w 2011. Zajął czternaste miejsce na mistrzostwach Europy w 2018 roku.